# Clubiona munis
Clubiona munis este o specie de păianjeni din genul Clubiona, familia Clubionidae, descrisă de Simon, 1909.
Este endemică în Western Australia. Conform Catalogue of Life specia Clubiona munis nu are subspecii cunoscute.